# Mori Art Museum
Il Mori Art Museum (森 美術館?, Mori Bijutsukan), abbreviato a volte con l'acronimo MAM, è un museo d'arte contemporanea situato a Tokyo, in Giappone.

## Descrizione
Fondato dall'imprenditore immobiliare Minoru Mori, è posto nei pressi della Roppongi Hills Mori Tower, nel complesso di Roppongi Hills.
All'interno vi sono mostre temporanee di opere di artisti contemporanei, ma vengono esposti principalmente opere di artisti asiatici.
Gli artisti che hanno esposto i loro lavori nel museo sono stati Ai Weiwei, Tokujin Yoshioka e Bill Viola.